# Bartow (Florida)
Bartow és una població dels Estats Units, seu del comtat de Polk, a l'estat de Florida. Segons el cens del 2005 tenia 16.278 habitants.

## Demografia
Segons el cens del 2000, Bartow tenia 15.340 habitants, 5.531 habitatges, i 3.777 famílies. La densitat de població era de 527,4 habitants per km².
Dels 5.531 habitatges en un 29,3% hi vivien nens de menys de 18 anys, en un 47,4% hi vivien parelles casades, en un 16,7% dones solteres, i en un 31,7% no eren unitats familiars. En el 27,4% dels habitatges hi vivien persones soles el 13,2% de les quals corresponia a persones de 65 anys o més que vivien soles. El nombre mitjà de persones vivint en cada habitatge era de 2,49 i el nombre mitjà de persones que vivien en cada família era de 3,02.
Per edats la població es repartia de la següent manera: un 24,7% tenia menys de 18 anys, un 9% entre 18 i 24, un 28% entre 25 i 44, un 21,4% de 45 a 60 i un 16,9% 65 anys o més.
L'edat mediana era de 37 anys. Per cada 100 dones de 18 o més anys hi havia 95,4 homes.
La renda mediana per habitatge era de 38.568 $ i la renda mediana per família de 44.093 $. Els homes tenien una renda mediana de 31.716 $ mentre que les dones 21.309 $. La renda per capita de la població era de 19.487 $. Entorn del 9,7% de les famílies i el 13,1% de la població estaven per davall del llindar de pobresa.

## Poblacions més properes
El següent diagrama mostra les poblacions més properes.